# Lyonsite
 (janvier 2023).
La lyonsite, de symbole Lyo, est un minéral fumerollien rare, dont la composition est celle d'un vanadate de fer et de cuivre, de formule Cu3Fe4(VO4)6. Elle a été décrite par Hughes et al. en 1987, et nommée en l'honneur du minéralogiste John Bartholomew Lyons (1916-1998),.
La lyonsite cristallise dans le système orthorhombique. Elle se présente généralement sous la forme de petits cristaux tabulaires généralement bien formés, opaques et noirs, avec un éclat métallique. Elle a un bon clivage et un trait gris foncé.

## Composition
| Composition | Masse moléculaire = 1 103,66 g/mol | Masse moléculaire = 1 103,66 g/mol |
| Vanadium    | 27,69 % V                          | 49,44 % V2O5                       |
| Fer         | 20,24 % Fe                         | 28,94 % Fe2O3                      |
| Cuivre      | 17,27 % Cu                         | 21,62 % CuO                        |
| Oxygène     | 34,79 % O                          |                                    |

Dans la lyonsite le vanadium est à son état d'oxydation le plus élevé (+V), de même que le cuivre, cuivrique (+II), et le fer, ferrique (+III). Sa formule peut donc s'écrire plus précisément CuII3FeIII4(VVO4)6.

## Gisements
La lyonsite a été décrite pour la première fois en 1987 sur le volcan Izalco, au Salvador. Elle a également été signalée dans un dépotoir de la mine Lichtenberg Absetzer en Thuringe (Allemagne) et aux abords du volcan Tolbatchik dans la péninsule du Kamtchatka (Russie). Elle est souvent associée à la howardevansite et à la thénardite.